# Prințul Hassan bin Talal
Prințul Hassan bin Talal (în arabă الحسن بن طلال, n. 20 martie 1947) este un membru al familiei regale a Iordaniei, care a fost anterior Prinț Moștenitor între 1965 și 1999, fiind îndepărtat cu doar trei săptămâni înainte de  moartea regelui Hussein.

## Familie
Prințul Hassan este al treilea fiu al regelui Talal și al reginei Zein, fratele regelui Hussein și unchiul regelui Abdullah al II-lea.
În 1968, Prințul El Hassan s-a căsătorit cu Sarvath Ikramullah, fiica politicianului și diplomatului pakistanez Mohammed Ikramullah, și a femeii politician pakistanez-bengali, diplomată și autoare urdu, Begum Shaista Suhrawardy Ikramullah. S-au întâlnit pentru prima dată la Londra în 1958, când amândoi erau tineri, și au împreună patru copii: